# Hopeless Records
Hopeless Records ist ein US-amerikanisches Independent-Label aus Los Angeles. Es wurde 1993 gegründet. Schwerpunkt des Labels ist Punkrock.

## Geschichte
1993 wurde Hopeless Records im Stadtteil Van Nuys von Louis Posen gegründet. Dieser hatte zuvor Videoclips für NOFX (Bob, 1992) und Guttermouth gedreht. Letztere hatten zu diesem Zeitpunkt keinen Plattenvertrag und fragten Posen, ob dieser ihnen bei der Veröffentlichung einer Vinylsingle helfen könne. Posen eignete sich das dafür nötige Wissen aus dem Buch How to Run an Independent Record Label an, das von einem früheren Mitarbeiter von SST Records geschrieben worden war. Das so entstandene Label wurde nach dem ersten Song der Guttermouth-7″ Hopeless genannt. Nach den Anfängen in einem kleinen Zimmer betreibt das Label mittlerweile ein rund 400 m² großes Warenhaus. Das Label hat seit der Gründung über 130 Alben veröffentlicht, die sich zusammen über drei Millionen Mal verkauften und von denen mehrere die Billboard 200 erreichten. 2005 wurde ein Vertriebsdeal mit Soulfood Music geschlossen sowie ein Büro in Berlin eröffnet, wodurch die auf Hopeless veröffentlichten Platten auch deutschen Kunden leichter zugänglich gemacht wurden.

## Aktivitäten
Hopeless Records betreibt seit 1999 das wohltätige Unterlabel Sub City. Die ebenfalls betriebene Download-Plattform downloadpunk.com spendet 1 % ihres Umsatzes für wohltätige Zwecke.

## Bands
Die Bands auf Hopeless Records rekrutieren sich aus den Genres Punkrock, Poppunk, Emocore und Alternative-Rock sowie diversen Metal-Subgenres.
- 88 Fingers Louie
- Against All Authority
- All Time Low
- Amber Pacific
- Anarbor
- Atom and His Package
- Avenged Sevenfold
- Bayside
- Break the Silence
- Common Rider
- Dillinger Four
- Ever We Fall
- The Human Abstract
- Funeral for a Friend
- Kaddisfly
- MELEE
- Mike Park
- Moose Blood
- Mustard Plug
- Neck Deep
- Nural
- Pinkshift
- Point North
- The Queers
- Royden
- Sum 41
- Silverstein
- Sylar
- Taking Back Sunday
- Thrice
- There for Tomorrow
- The Used
- We Are the In Crowd
- The Weakerthans
- With Confidence
- The Wonder Years
- Yellowcard